# Egipto en los Juegos Olímpicos de Múnich 1972
Egipto estuvo representado en los Juegos Olímpicos de Múnich 1972 por un total de 23 deportistas masculinos que compitieron en 5 deportes.
El portador de la bandera en la ceremonia de apertura fue el jugador de baloncesto Kamal Kamel Mohammed. El equipo olímpico egipcio no obtuvo ninguna medalla en estos Juegos.